# Pizzato Elettrica
Pizzato Elettrica è un'azienda produttrice di interruttori di posizione, dispositivi e moduli di sicurezza, dispositivi di comando e segnalazione per l'interfaccia uomo-macchina, e dispositivi per ascensori dal 1984, situata a Marostica.
Fondata da Bernardo Pizzato e Mariarosa Bonomo, l'azienda era dedita in principio alla sola produzione di interruttori di posizione. Con il passare degli anni la produzione si è ampliata verso nuovi mercati, tra cui il settore della sicurezza industriale.

## Storia
Nel 1984 viene fondata la società Pizzato di Pizzato B. & C., come società in nome collettivo, il cui core business è costituito dagli interruttori di posizione.
Successivamente, nel corso del 1988, la società si trasforma in una società a responsabilità limitata, modificando la propria ragione sociale in “Pizzato Elettrica”. Nello stesso anno è stato edificato il primo stabilimento dedicato alla produzione.
Tra il 1995 ed il 1998 sorgono nuovi stabilimenti produttivi, ed il core business inizia a focalizzarsi verso il mercato dei prodotti di sicurezza.
Agli inizi degli anni 2000 l'azienda ottiene la prima certificazione ISO 9001:2000, costituisce il primo Headquarter e lancia i primi modelli di moduli di sicurezza.
Nel 2007 avviene il primo cambio generazionale: i figli di Bernardo Pizzato e Mariarosa Bonomo, Giuseppe e Marco, assumono la direzione aziendale.
Negli anni 2010-2012 la gamma produttiva si amplia introducendo i dispositivi di comando e segnalazione. Viene inoltre sviluppato il primo software aziendale, Gemnis Studio, per la creazione, la simulazione ed il debug dei programmi da inserire nei moduli di sicurezza Pizzato.
Dal 2013 l'azienda inizia ad estendersi anche all'estero aprendo la prima filiale commerciale in Germania, Pizzato Deutschland GmbH, e successivamente nel 2016 in Francia, con Pizzato France SARL.
Nel novembre dello stesso anno vengono presentati i primi interruttori di sicurezza con blocco e tecnologia RFID di produzione Pizzato.
Negli anni successivi, 2017-2018, vengono istituite ulteriori filiali estere: Pizzato Iberica SL, in Spagna e Pizzato USA Inc., negli Stati Uniti d'America. Durante questi anni iniziano inoltre i lavori per la costruzione di un nuovo Headquarters a Marostica che diventerà operativo dal 2019. 
Nel corso del 2021 vengono aperte due nuove filiali commerciali nel continente asiatico, rispettivamente in Corea del Sud, Pizzato Korea Ltd. ed India, Pizzato Elettrica India Ltd.
Nel 2023 viene aperta la terza filiale commerciale nell'area asiatica, Pizzato Shanghai Trading Co. ltd., in Cina.
Nel 2024 viene aperta l'ottava filiale commerciale, Pizzato UK ltd., in Regno Unito.

## Prodotti
La gamma di prodotti che l'azienda produce per il settore dell'automazione industriale comprende:
- dispositivi di rilevamento
- dispositivi di interfaccia uomo-macchina
- dispositivi per ascensori
- dispositivi di sicurezza.

Nel corso degli anni l'azienda ha affiancato alla produzione degli interruttori di posizione la progettazione di dispositivi di comando e segnalazione per l'interfaccia uomo-macchina e per gli ascensori. Negli ultimi anni il core business si è spostato nel settore sicurezza con la produzione di interruttori di sicurezza ad azionatore separato ed interruttori per cerniere, dispositivi con sistema RFID antimanomissione, maniglie di sicurezza per i ripari industriali e moduli di sicurezza.

## Premi e riconoscimenti
- Premio Industria Felix 2018 - Migliore media impresa della provincia di Vicenza[2][3]
- "Eccellenze del Nord Est Symposium 2019" - Le imprese più dinamiche [4]
- "Trophées de l'Innovation" CFIA 2019 - Migliore innovazione: Maniglia di sicurezza P-KUBE Krome[5][6][7]
- "GIT SECURITY AWARD" 2020 - The Winners Category A Safety and IT Security in Automation, Cyber Security: P-KUBE Krome [8]
- Italypost 2024 - Azienda champions[9]

## Sedi
La sede principale è situata a Marostica insieme ad altre tre sedi operative situate anch'esse a Marostica.
Pizzato Elettrica ha inoltre altre otto filiali commerciali collocate nei seguenti paesi: Germania, Francia, Spagna, Stati Uniti d'America, Corea del Sud, India, Cina e Regno Unito.